# Lielupe
Die Lielupe (wörtlich: Großfluss; deutscher Name: Kurländische Aa) ist ein Fluss in der historischen Landschaft Semgallen (lettisch: Zemgale) in Lettland.

## Geographie
Die Lielupe entsteht aus der Vereinigung der beiden in Litauen entspringenden Flüsse Nemunėlis (lettisch: Mēmele) und Mūša (lett.: Mūsa) bei Bauska. Von dort fließt sie in Richtung Norden. Nach Mežotne erweitert sich das Tal und mündet zwischen Riga und Jūrmala in die Rigaer Bucht und die Daugava (deutsch: Düna).
Bereits bei Bauska ist der Fluss wasserreich und 90 Meter breit. Die Lielupe hat über 250 Zuflüsse. Die größten sind Mūsa, Mēmele, Iecava und Svēte.

## Beschreibung
Im Frühling tritt der Fluss gewöhnlich wegen gestautem Eis über die Ufer. Bei starken Regenfällen kommen auch im Sommer Überflutungen vor. Um die Schäden für die Landwirtschaft zu verringern, wurden an vielen Stellen Schutzdämme errichtet. Durch die Intensivierung der Landwirtschaft hat das Wasser hohe Werte an Stickstoff und Phosphor.
Die Wassertiefe beträgt zwischen 5 und 15 Meter, was den Fluss schiffbar macht. Ein Problem stellen allerdings Sandbänke dar, die sich in den letzten Jahren an der Mündung gebildet haben.
Pro Jahr trägt die Lielupe mit schätzungsweise einer Tonne Mikroplastik zum Plastikmüll in den Ozeanen bei.

## Sonstiges
- Die Lielupe mündete früher in die Daugava. Erst 1755 bildete sich bei einem Frühlingshochwasser die heutige Mündung ins Meer. Die Verbindung zur Daugava, der Fluss Buļļupe (Bulleraa), besteht noch.